# Esercito di Gerusalemme
L'Esercito di Gerusalemme, conosciuto anche come Esercito Al Quds in (arabo: جيش القدس) è stata un'organizzazione paramilitare creata il 17 febbraio 2001 creata dal governo iracheno con l'obbiettivo di assistere i palestinesi nella liberazione della Palestina e di Gerusalemme da Israele., l'idea venne formulata in seguito all'inizio della Seconda intifada nel 2000. L'organizzazione era aperta sia al sesso maschile che femminile. Gli esperti dissero che l'organizzazione era intesa forza di massa volontaria, con unità sia maschili che femminili. In seguito all'Invasione dell'Iraq del 2003 l'organizzazione venne sciolta con l'ordine n°2 dell'Autorità Provvisoria della Coalizione insieme ad altre organizzazioni paramilitari del disciolto regime ba'athista.